# 2С5 Гиацинт-С
2С5 Гиацинт-С ( рус. 2С5 «Гиацинт-С») је совјетска /руска самоходна хаубица 152мм. "2С5" је његова ГРАУ ознака. Има нуклеарну, биолошку и хемијску заштиту. 2С5 је способан да гађа мете на већим дометима и са већом брзином паљбе од бројније 2С3 Акације, а способан је да испаљује и нуклеарне пројектиле.

## Историја производње
Производња 2С5 Гианцинт-С почела је 1976. заједно са вученом верзијом 2А36 Гиацинт-Б . Користи шасију модификованог ракетног система земља-ваздух 2К11 Круг са добром покретљивошћу и покреће га В-59 дизел мотор који развија 520 КС. Гиацинт-С може да носи 30 граната 152мм са дометом од 28 километара, односно 33-40 километара за пројектиле са ракетним погоном. Поред високоексплозивних, хаубица такође може да испаљује кумулативне, касетне, димне и нуклеарне пројектиле. За дејство хаубице потребно је 3 минута, а може да издржи брзину паљбе од 5 до 6 граната у минути. Већина посаде распоређује се ван оруђа док дејствуја. Обично га прати и носач муниције са додатних 30 граната.
2С5 је уведен у употребу 1978. године, заменивши батаљоне топова 130 мм М46 у совјетским артиљеријским бригадама на нивоу армије и фронта, а Сједињене Државе су га означиле као М1981. Производња је прекинута 1991. године.

## Оперативна историја
2С5 је први пут коришћен у борби од стране Совјетског Савеза у совјетско-авганистанском рату . Касније су га руске снаге користиле у Првом чеченском рату и Другом чеченском рату .
2С5 је био ангажован од стране украјинске војске и руске војске током руско-украјинског рата. 

## Корисници

### Тренутни корисници
- Белорусија − 107[6]
- Еритреја− 13[7]
- Русија − 85 (850 у резерви)[8]
- Украјина − 10[9]
- Узбекистан − Непозната количина[10]

### Бивши корисници
- Етиопија − 10 [11]
- Финска− 18[11]
- Совјетски Савез − 2,100[12]